# U 847
U 847 war ein U-Boot vom Typ IX D2, ein sogenanntes „Ozeanboot“, das von der Kriegsmarine während des Zweiten Weltkrieges im U-Boot-Krieg eingesetzt wurde. Es sollte mit der Gruppe Monsun im ostasiatischen Seeraum operieren, ging aber bereits auf der Anfahrt in das Operationsgebiet verloren.

## Technische Daten
Die AG Weser war bereits seit 1934 unter Umgehung der Bestimmungen des Versailler Vertrags mit dem Bau von U-Booten für die Reichsmarine und die Kriegsmarine beauftragt. Nach Kriegsbeginn stellte die Werft ihre Produktion im Wesentlichen auf den U-Boot-Bau um. Es ergingen in erster Linie Bauaufträge für die größeren U-Boot-Klassen, vor allem der verschiedenen Typen der U-Boot-Klasse IX und der U-Boot-Klasse XXI, an die Bremer Deschimag Werft. Die Werft war für einen jährlichen Ausstoß von 36 Booten des Typs IX D2 vorgesehen, konnte diese Vorgabe jedoch nie erfüllen. Im Jahr 1942 lieferte die AG Weser neun U-Boote dieses Typs aus. U 847 gehörte zum siebenten Bauauftrag der nach Kriegsbeginn an die Bremer Deschimag Werft erging. Das Boot trug, wie die meisten U-Boote seiner Zeit, ein Wappen am Turm: ein schwarzes aufsteigendes Pferd auf weißem Grund. Zudem trug das Boot als Maling einen Comic-Löwen am Turm, der von einem Fisch in den Schwanz gebissen wird.

## Geschichte
Kapitänleutnant Friedrich Guggenberger stellte U 847 am 23. Januar 1942 in Dienst und überführte das Boot in die Ostsee. Bis zum Juni desselben Jahres war U 847 der 4. U-Flottille unterstellt, einer Ausbildungsflottille, die in Stettin stationiert war. In dieser Zeit unternahm das Boot Ausbildungsfahrten in der Ostsee zum Training der Besatzung und zum Einfahren des Bootes. Während der Ausbildungszeit des Bootes wurde mehrmals der Kommandant ausgewechselt.

### Kommandanten und Flottillenzugehörigkeit
Am 1. Februar übergab Guggenberger das Kommando an Kapitänleutnant Jost Metzler. Metzler übergab das Kommando Ende Juni an Kapitänleutnant Herbert Kuppisch. Das Boot beendete die Ausbildungszeit unter dem Kommando von Kapitänleutnant Kuppisch Ende Juni und wurde am 1. Juli 1943 der 12. U-Flottille unterstellt, einer Frontflottille, die in Bordeaux stationiert war und im Wesentlichen große Boote der Typen XI und die „Milchkühe“ genannten Versorgungsboote der U-Boot-Klasse XIV einsetzte. Für Kuppisch war dies das erste Bordkommando seit zwei Jahren, in denen er nicht auf See gewesen war.

### Hilfs-Versorgungsboot
U 847 verließ Kiel am 6. Juli 1943 und kollidierte in der Dänemarkstraße mit einer Eisscholle. Zur Reparatur lief das Boot zwei Wochen später im norwegischen Bergen ein. Von hier aus brach Kommandant Kuppisch am 29. Juli zu seiner ersten und einzigen Unternehmung mit diesem Boot auf. Ziel der Fahrt war Penang auf Malaysia, wo ein provisorischer U-Boot-Stützpunkt eingerichtet worden war. U 847 sollte von hier aus an den Operationen der dort stationierten Gruppe Monsun im südostasiatischen Seegebiet teilnehmen, brach aber die Anfahrt ins Operationsgebiet ab und wurde stattdessen als Hilfs-Versorgungsboot zur Unterstützung im Einsatz befindlicher U-Boote eingesetzt, da viele der ursprünglich hierfür vorgesehenen U-Boote, wie U 117 oder U 525, inzwischen versenkt worden waren.

### Zusammentreffen mit andern U-Booten
Mitte August versorgte U 847 das stark mitgenommene U 66 mit Schmieröl und Treibstoff sowie einem Wasserdestillierapparat. Am 24. August versorgte das Boot U 415, das unter dem Kommando von Kurt Neide vor der US-amerikanischen Ostküste operiert hatte und nun für die Rückfahrt nach Frankreich Treibstoff benötigte, und U 172 unter dem Kommando von Carl Emmermann. Emmermann berichtete in einer späteren Befragung über den schlechten Eindruck, den Kuppisch und seine Besatzung auf ihn gemacht hätten, warf der Mannschaft von U 847 geringe Motivation, mindere Verteidigungsbereitschaft und mangelnde Wachsamkeit vor und beschrieb Kuppisch als Vertreter einer Generation von U-Boot-Kommandanten, zu deren Zeiten die gegnerische Luftüberwachung noch kein Faktor des U-Boot-Krieges gewesen sei. Er habe den Kommandanten von U 847 nachdrücklich dazu drängen müssen, während der Treibstoffübernahme die FlaK zu bemannen. Nach zwei Stunden trennten sich die beiden Boote wieder. Als Nächstes näherte sich U 185 unter August Maus U 847, wurde aber bei der Anfahrt zum Rendezvous von einem Wildcat-Jagdflugzeug und einem Avenger-Torpedoflugzeug angegriffen und so schwer beschädigt, dass Kommandant Maus die Selbstversenkung befahl und sich mit dem Großteil seiner Besatzung ins Wasser rettete. Das kleinere U 84, das für eine Treibstoffübernahme mit U 847 zusammentreffen sollte, erreichte ebenfalls nicht den Treffpunkt. Die Ursache für den Verlust dieses Bootes ist ungeklärt. Einige Tage später versorgte U 847 eine Gruppe von U-Booten, die im Golf von Guinea von der U-Boot-Führung zusammengezogen worden waren, um in dem wenig bewachten Seegebiet Jagd auf alliierte Schiffe zu machen, und für die Rückreise zu den nordfranzösischen Stützpunkten der Kriegsmarine mit Treibstoff versorgt werden mussten. U 847 betankte gegen Ende August mehrere dieser Boote: U 654, U 653, U 257, U 508 und U 230. Emmermanns Einschätzung hinsichtlich Kuppischs Besatzung wurde ebenfalls vom Ersten Wachoffizier des letzteren Bootes, Herbert A. Werner, bestätigt, der seinen Eindruck von U 847 folgendermaßen wiedergab:

„Die Besatzung des Versorgers benahm sich jedoch unverständlicherweise völlig unbekümmert. Die Männer lagen an Deck, hingen faul über der Reling oder standen wie Eckensteher auf der großen Brücke.“

## Verlust des Bootes
Am 27. August wurde U 847 von einem Wildcat-Jagdflugzeug und einem Avenger-Torpedoflugzeug des US-amerikanischen Geleitflugzeugträgers Card entdeckt und mit Artillerie attackiert. Kuppisch, dessen U-Boot sich zu diesem Zeitpunkt in voller Fahrt befand, ließ U 847 daraufhin tauchen. Die Avenger warf dem wegtauchenden Boot einen zielsuchenden Mark-24-Torpedo, einen sogenannten FIDO, hinterher. Kurze Zeit später zeigten zwei Unterwasser-Detonationen und auftreibendes Öl die Versenkung von U 847 an.